# Argyreia argentea
Argyreia argentea är en vindeväxtart som först beskrevs av William Roxburgh, och fick sitt nu gällande namn av George Arnott Walker Arnott och Jacques Denys Denis Choisy. Argyreia argentea ingår i släktet Argyreia och familjen vindeväxter. Utöver nominatformen finns också underarten A. a. venusta.